# Josefine von Artner

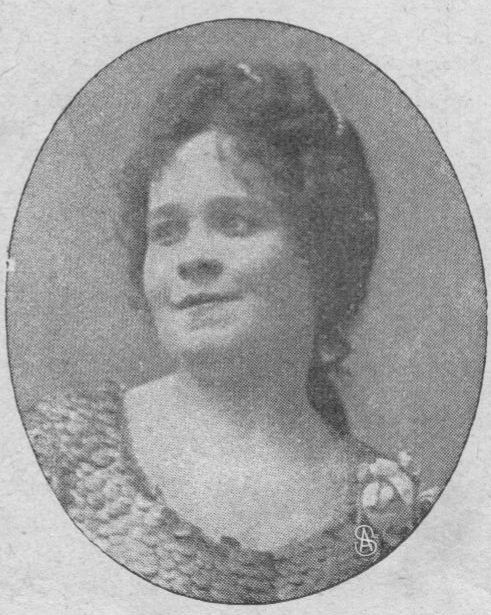
Josefine von Artner, 1904

Josefine Hermine Marie von Artner, eigentlich Josefine von Artanyi (10. November 1869 in Prag – 7. September 1932 in Leipzig) war eine österreichisch-deutsche Opernsängerin (Sopran) und Gesangspädagogin.

## Leben
Josefine von Artner, Tochter eines k.k. Oberst, besuchte zuerst das Wiener Konservatorium als Klavierspielerin. Da ihre hübsche Stimme immer mehr zur Geltung kam, wurde sie in die Klasse von Gesangsprofessor Reß aufgenommen, wo sie sich als talentierte Schauspielerin erwies. 1888 ging sie zur Bühne und wurde gleich nach Abschluss ihrer Studien am Leipziger Stadttheater engagiert. Sie wirkte drei Jahre daselbst und wurde von dort nach bereits einem Jahr Gastspiel auf drei Jahre am Hofoperntheater in Wien engagiert (1890–1893). Nach Ablauf ihres Kontrakts trat sie als erste Soubrette in den Verband des Hamburger Stadttheaters ein, wo ihr Vertrag dreimal bis 1908 verlängert wurde. Zu dieser Zeit erhielt sie jedes Jahr eine Einladung zu den Bayreuther Festspielen 1896/1904 (Woglinde und eine Walküre).
Ab 1910 war sie Gesangspädagogin in Dresden und später in Leipzig.
Ihre Mutter war die Sängerin Marie von Artner-Grenso, ihre Schwester Gabriele von Artner (1871–1931) war ebenfalls Sopranistin.
Die Stimme von Josefine von Artner ist durch drei sehr seltene Aufnahmen auf G&T dokumentiert (Bayreuth 1904).
Ihre Urne wurde im Erbbegräbnis der Familien Gerhardt/Voigt in der IX. Abteilung (Nr. 56) des Neuen Johannisfriedhofs beigesetzt.